# Chimonocalamus lushaiensis
Chimonocalamus lushaiensis är en gräsart som beskrevs av Dieter Ohrnberger. Chimonocalamus lushaiensis ingår i släktet Chimonocalamus och familjen gräs. Inga underarter finns listade i Catalogue of Life.